# Piper peruligerum
Piper peruligerum är en pepparväxtart som beskrevs av William Trelease. Piper peruligerum ingår i släktet Piper och familjen pepparväxter. Inga underarter finns listade i Catalogue of Life.